# بيتي كوري
بيتي كوري (بالإنجليزية: Betty Currie)‏ هي أمينة سر أمريكية، ولدت في 10 نوفمبر 1939 في إدواردز في الولايات المتحدة.